# Наварра, Пьетро
Пьетро Наварра (итал. Pietro Navarra) — итальянский живописец, работал в жанре натюрморта в Риме в 1685—1714 годах. Долгое время был известен как монограммист «PN».
Художника открыл итальянский писатель, коллекционер и историк искусства Лионе Пасколи, упомянув его в своём сочинении «Жизнеописания современных живописцев, скульпторов и архитекторов» (Vite de pittori, scultori ed architetti moderni, р. 378), опубликованном в Риме в 1730 году. При этом отметил, что Пьетро Наварра был самым опытным последователем немецкого живописца, работавшего в Риме, мастера натюрмортов Франца Вернера фон Тамма, и то, что он был нанят «семейным живописцем» (pittore di famiglia) в знатную римскую семью Роспильози.
Произведения Пьетро Наварра были показаны на выставке натюрморта в 1964 году в Риме. Важное значение имело исследование, проведённое Людовикой Треццани и опубликованное под редакцией Франческо Порцио и Федерико Дзери в 1989 году, посвященное натюрморту в Италии. Однако наиболее полное определение личности этого художника связано с исследованиями Улиссе и Джанлуки Бокки, в рамках которых творчество художника прослеживается в контексте разнообразных влияний эпохи.

## Галерея

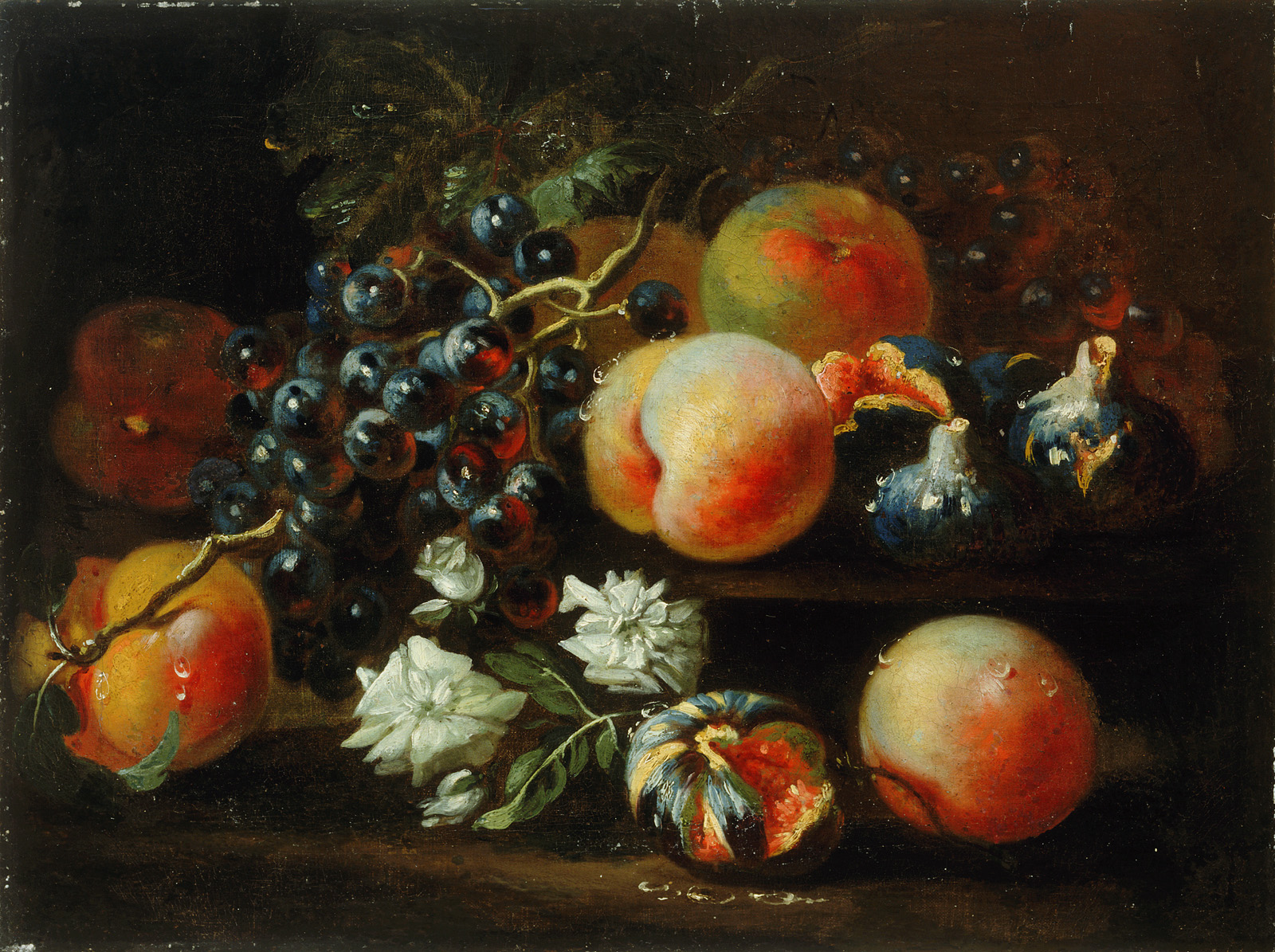
Натюрморт с персиками, виноградом, инжиром и цветами. Между 1700 и 1715. Холст масло. Национальная галерея Словении, Любляна
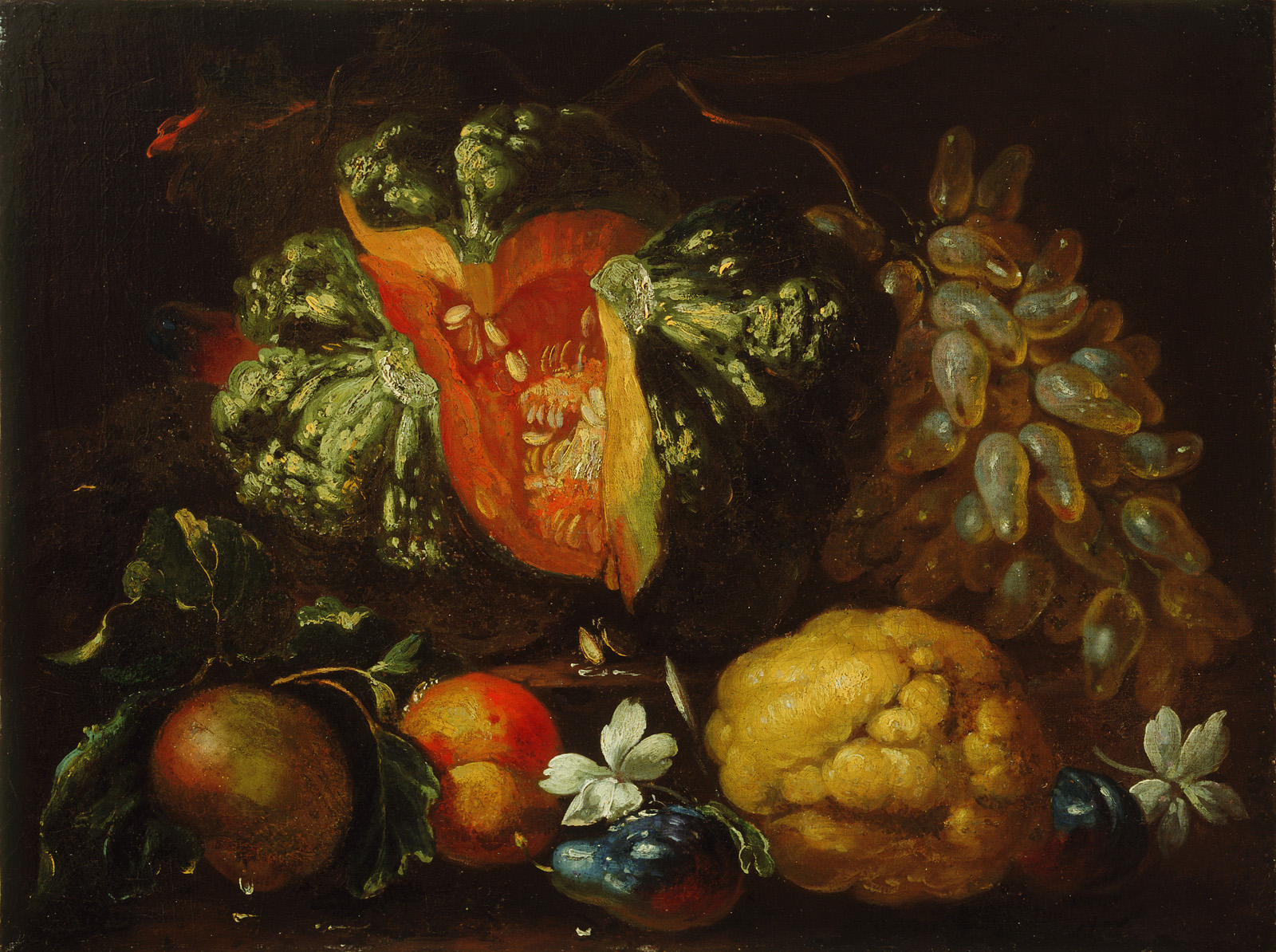
Натюрморт с тыквой, виноградом, цитрусовыми и цветами. Между 1700 и 1715. Холст масло. Национальная галерея Словении, Любляна
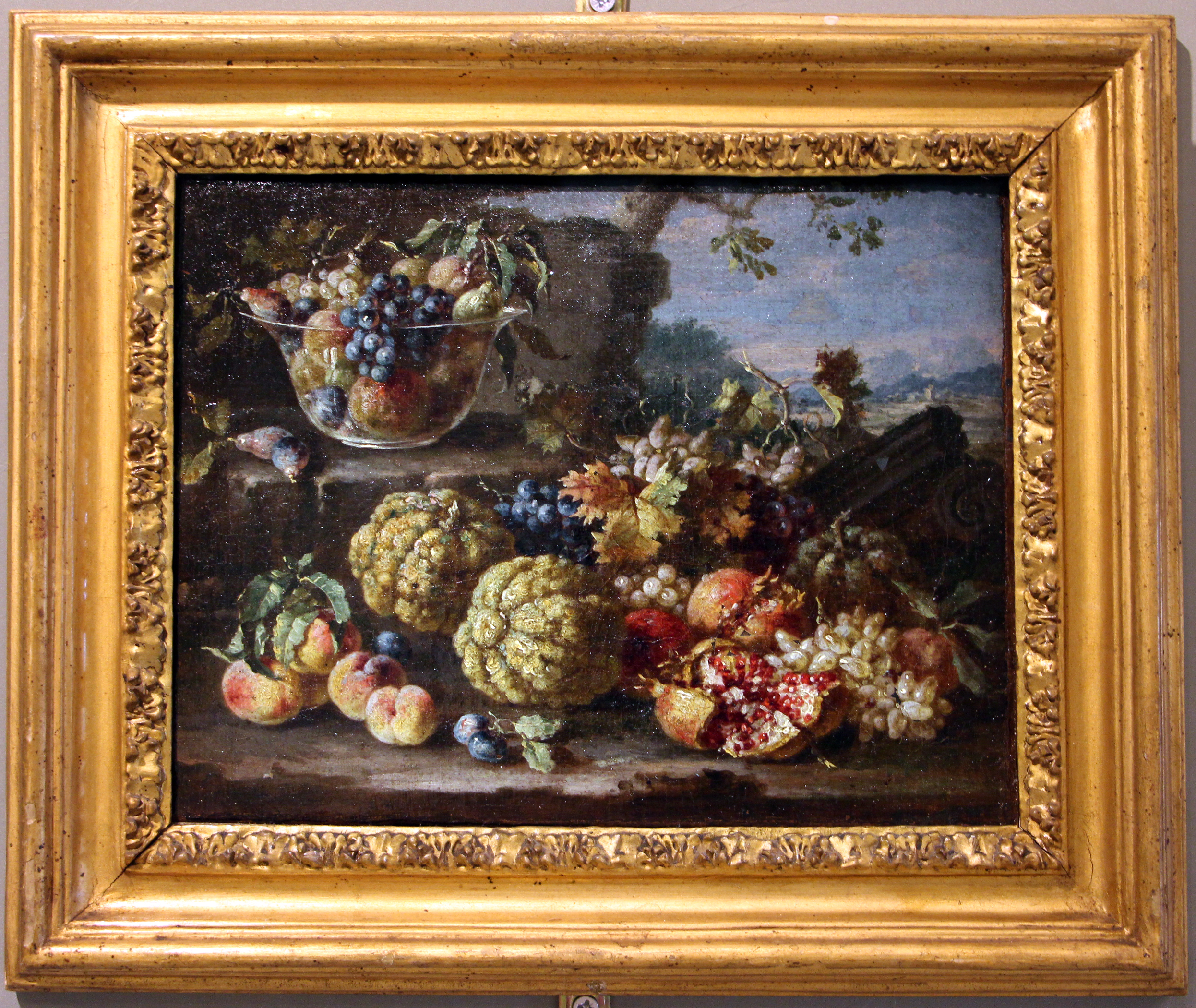
Натюрморт. Между 1700 и 1715. Холст, масло. Муниципальный музей, Прато
Натюрморт с фруктами. Между 1680 и 1699. Холст на дереве, масло. Музей Майера ван ден Берга, Антверпен
Натюрморт с фруктами. Между 1680 и 1699. Холст на дереве, масло. Музей Майера ван ден Берга, Антверпен